# Full Circle (álbum de Pennywise)
Full Circle es el cuarto álbum de estudio de la banda de punk rock californiana Pennywise. Fue publicado en abril de 1997 por la discográfica Epitaph.
Es el primer disco del grupo con el bajista Randy Bradbury. Este entró en la banda en 1996 para ocupar el puesto de Jason Thirsk, que murió ese mismo año al suicidarse.
La canción nº 14 "Bro Hymn (Tribute)" es un homenaje al mencionado Jason Thirsk, bajista original de Pennywise fallecido en 1996. Consiste en la regrabación de la pista original ("Bro Hymn") perteneciente al primer álbum de estudio del grupo.

## Lista de canciones
1. "Fight Till You Die" – 2:22
2. "Date With Destiny" – 2:55
3. "Get a Life" – 2:56
4. "Society" – 3:24
5. "Final Day" – 3:11
6. "Broken" – 2:46
7. "Running Out of Time" – 2:21
8. "You'll Never Make It" – 2:35
9. "Every Time" – 3:37
10. "Nowhere Fast" – 2:56
11. "What If I" – 2:55
12. "Go Away" – 1:51
13. "Did You Really?" – 2:51
14. "Bro Hymn (Tribute)" – 5:30

## Personal
- Jim Lindberg - Voz
- Fletcher Dragge - Guitarra
- Randy Bradbury - Bajo
- Byron McMackin - Batería

- Datos: Q650584